# 光永研一
光永 研一（みつなが けんいち、1963年 - ）は、日本の酒造研究者。福岡県出身。宝ホールディングス研究員。

## 来歴
1963年、福岡県北九州市の生まれ。1982年福岡県立小倉高等学校卒業。1986年九州大学理学部卒業。
宝酒造株式会社に入社。研究開発を行う。同社バイオプロダクツ部。2020年、同社品質保証部品質保証課専門課長に就く。

## 清酒製造の研究・開発に尽力

### 特許取得(共同研究)
- 2002年4月16日 - 「清酒の製造方法」（特開2002- 112758・宝酒造株式会社）
- 2003年9月9日 - 「清酒の製造方法」（第4190191号・宝ホールディングス株式会社）
- 2004年9月16日 - 「清酒及びその製造方法」（第4530398号・宝ホールディングス株式会社）[3]
- 1995年 - 『ペプチド又はアミノ酸の分離方法及びキット』（特許番号：特許第3622926号、光永 研一 ,  綱沢 進 ,  加藤 郁之進／タカラバイオ株式会社）[4]
- 1995年 - 『プロテインジスルフィドイソメラーゼ固定化樹脂』（共同開発：本庄 勉 ,  藤田 尚孝 ,  光永 研一 ,  加藤 郁之進 ／： 森永製菓株式会社、寳酒造株式会社）[5]
- 1995年 - 『耐熱性ピログルタミルペプチダーゼ及びその遺伝子』（特開平7-298881、発明者： 那倉 里美 ,  高田 祐美子 ,  三浦 由記子 ,  光永 研一 ,  綱澤 進 ,  加藤 郁之進 ／寳酒造株式会社）[6]
- 1996年 - 『耐熱性メチオニンアミノペプチダーゼ及びその遺伝子』（特許第3512237号、伊豆 由記子 ,  那倉 里美 ,  光永 研一 ,  綱澤 進 ,  加藤 郁之進 ／タカラバイオ株式会社 ）[7]
- 1997年 - 『有機酸高生産新規酵母及びその用途』（特許第4008539号、光永 研一 ,  黒瀬 直孝 ,  平岡 信次 ,  川北 貞夫 ,  中村 輝也／宝ホールディングス株式会社）[8]
- 2007年 - 「酒類処理用活性炭フィルター及びその使用方法」[9]
- 2008年 - 『にごり酒の製造方法』（特開2008-043215、川島 紀慶、山内 政宗 ,  光永 研一 ,  山内 徹／宝酒造株式会社）[10]
- 2010年 - 『清酒の製造方法、並びに、清酒』（特許第5550418号、井上 隆之 ,  新宅 恒基 ,  光永 研一 ／宝ホールディングス）[11]

## 論文・研究
- 1993年 - 『N末端がブロックされた蛋白質の新しいN末端アミノ酸配列決定法』（共著：光永研一 (宝酒造)  ,  宮城大 (宝酒造)  ,  石水毅 (大阪大 たんぱく質研)  ,  加藤郁之進 (宝酒造)  ,  綱沢進(宝酒造)  ／ 「タンパク質構造討論会講演要旨集」1993年9月）[12]
- 1995年 - 『パーフュージョンクロマトグラフィーを用いた生体関連物質の超高速分離分析』（著者：光永 研一、日本農藝化學會誌）[13]